# NGC 2744
NGC 2744 est une galaxie spirale barrée située dans la constellation du Cancer. NGC 2744 a été découverte par l'astronome germano-britannique William Herschel en 1784. On désigne parfois l'extension visible au sud de la galaxie comme étant PGC 200248 ou encore NGC 2744A, mais NGC 2744 est probablement le fruit d'une collision ancienne. Il ne s'agit donc pas d'un objet vraiment séparé de NGC 2744.

## Caractéristiques
Sa vitesse par rapport au fond diffus cosmologique est de 3 706 ± 20 km/s, ce qui correspond à une distance de Hubble de 57,7 ± 3,8 Mpc (∼188 millions d'al).
À ce jour, six mesures non basées sur le décalage vers le rouge (redshift) donnent une distance de 39,050 ± 15,327 Mpc (∼127 millions d'al), ce qui est à l'intérieur des valeurs de la distance de Hubble. Notons cependant que c'est avec la valeur moyenne des mesures indépendantes, lorsqu'elles existent, que la base de données NASA/IPAC calcule le diamètre d'une galaxie et qu'en conséquence le diamètre de NGC 2744 pourrait être d'environ 27,0 kpc (∼88 100 al) si on utilisait la distance de Hubble pour le calculer.
La classe de luminosité de NGC 2744 est I-II et elle présente une large raie HI.
En raison d'une brillance de surface égale à 14,21 mag/am2, on peut qualifier NGC 2744 de galaxie à faible brillance de surface (LSB en anglais pour low surface brightness). Les galaxies LSB sont des galaxies diffuses (D) avec une brillance de surface inférieure de moins d'une magnitude à celle du ciel nocturne ambiant.

## Groupe de NGC 2749
NGC 2744 fait partie du groupe de NGC 2749. Les autres galaxies de ce groupe sont NGC 2730, NGC 2738, NGC 2749, NGC 2764, UGC 4773, UGC 4780 et UGC 4809. À ces galaxies, s'ajoute sans doute NGC 2737, car elle est fort probablement en interaction gravitationnelle avec NGC 2738.